# Список персонажей Soul Eater
Каждый персонаж Soul Eater имеет уникальный характер и представляет некие черты человеческих душ. Характер персонажа сильно отражается на его внешнем виде, и ещё сильнее — на внешнем виде его души.

## Основные персонажи

### Мака и Соул
Команда дочери нынешнего Косы Смерти и начинающей косы Соула (боевая форма — широкая и массивная коса с чёрно-красным лезвием).

Мака Албан (яп. マカ・アルバーン Мака Аруба:н) очень старательна, так как стремится достичь того, чего достигла её мать, сделавшая отца Косой Смерти. Её мать считается пропавшей, но Мака уверена, что она просто путешествует по миру. 
Мака очень серьёзна, строга, но в то же время очень добра и общительна, однако не терпима к мнению противника, и не готова идти на компромиссы, чтобы договориться о мире. Она назначена лидером в своей команде. Постоянно бьёт Соула или Блек Стара корешком учебника по голове (что называется «затрещиной Маки»), когда они валяют дурака. Она хочет быть лучшей, как в своё время её мать, и делает всё, чтобы добиться этого. Мака так хочет стать сильнее, что порой переходит границы. Так как отец Маки — Коса смерти, она унаследовала его способности выращивать лезвия из собственного тела. От матери унаследовала антидемоническое дыхание души. Считает себя виноватой в ранении Соула, полученном во время сражения с Кроной, к которой потом находит подход, предложив ей дружбу. Очень холодно относится к своему отцу, но тем не менее любит его. 
Сэйю — Чиаки Омигава

Соул Итер (яп. ソウルイーター Соуру И:та:, англ. Soul Eater — «пожиратель душ») — мятежная душа. Настоящее имя — Соул Эванс. Не самый прилежный ученик, импульсивен и эмоционален. Добивается победы любым путём, пусть даже и не самым честным. В отличие от Маки, у Соула нет чётко обозначенной цели, он просто хочет стать «самым крутым». Иногда совершает просто неописуемые глупости (чаще всего на пару со своим другом — Блэк Старом). Может сражаться и в одиночку, без своего техника Маки, частично превращаясь в оружие: его правая рука становится лезвием косы. Одевается в яркую одежду (преобладают жёлтые тона). После ранения во время первой встречи с Кроной получает чёрную кровь. Из-за этого внутри его души появляется Дьяволёнок, усиливающий силу не только Маки и Соула, но и резонанса дущ всей группы. Но этот Бесёнок пытается также захватить контроль над душой Соула. В предпоследней серии это чуть ему не удаётся, но Мака спасает своего боевого партнёра.
В отдельных случаях резонанса душ появляется более сильная атака «Охота на Ведьм». Лезвие косы приобретает огромный размер и разрушительную мощь. Позже получает более мощную версию резонанса «Охота на Демонов». В конце сериала получает самую мощную известную атаку «Охота на Кисина». В манге всё-таки становится Косой смерти.
Соул происходит из семьи известных музыкантов. Его родной брат — виртуозный скрипач. Сам Соул проявлял способности в игре на рояле, однако так и не достиг уровня брата, из-за чего постоянно испытывал чувство неполноценности. Одной из причин, по которой Соул так хорошо сработался с Макой стал тот факт, что она совершенно не разбирается в музыке. 
Сэйю — Коки Утияма

### Блэк Стар и Цубаки Накацукаса
Невероятно самоуверенный парень из клана ниндзя и скромная, добродушная, но очень профессиональная девушка из древнего рода Оружий, обладающих способностью к сменам режимов: Цубаки Накацукаса (яп. 中務椿 Накацукаса Цубаки) может быть сюрикэном, дымовой бомбой, двусторонней кусаригамой, клинком ниндзя, а позже ещё и Клинком тьмы. Только Цубаки может выдержать самоуверенность Блэк Стара (яп. ブラック☆スター Буракку☆Сута:, англ. Black Star — «чёрная звезда»). Она старается сделать из парня настоящего воина, но в силу врождённой мягкости это у неё не очень получается. Резонанс душ превращает Цубаки в Клинок Тьмы — угольно-чёрный клинок, позволяющий контролировать тени и использовать спец-удар «Теневая звезда» (только после победы Цубаки над братом, клинком тьмы Масамунэ (яп. マサムネ), и поглощением его души). Её имя в переводе означает «камелия». Блэк Стар тщательно следует неким «правилам убийцы», однако же недостаток этого следования состоит в том, что обычно их не следует громко декламировать во время применения. В результате этого, а также в силу крайнего эгоцентризма Блэк Стара, эта пара регулярно попадает в неприятности.
Блэк Стар очень силён (среди своей группы, в которую входят так же Мака, Соул, считается сильнейшим), хоть и чересчур самоуверен. Выкрикивая «я — великий Блэк Стар, человек, который удивит богов!», он и сам верит в это. «Нет ничего, что было бы не под силу великому мне, очевидно, что я смогу!» — скрытая в его подсознании идея, благодаря которой он так настойчиво старается стать сильнее, и это у него получается. Последний представитель клана Звёзд — синоби-наёмников, которые готовы были взяться за любую работу при должной оплате. В конце концов, чтобы повысить свой боевой потенциал (и, соответственно, количество зарабатываемых денег) воины клана Звёзд стали поглощать человеческие души. Клан был полностью вырезан воинами Академии, а совсем маленького Блэк Стара взяли в Академию на воспитание. От своего клана у него остались только боевая специализация и татуировка звезды на правом плече.
Сэйю Блэк Стара — Юмико Кобаяси, сэйю Цубаки — Каори Надзука

### Кид и сёстры Томпсон
Кид (яп. デス・ザ・キッド Дэсу дза Киддо, англ. Death the Kid — «смерть-младший») — сын Синигами-сама, он же Синигами-младший, или Смерть Младший. По сути дела, ему не нужно становиться повелителем, так как он наделён силой Синигами от рождения, но, тем не менее, Кид всё же выбрал себе в напарники сестёр Томпсон — девушек, способных превращаться в пистолеты, так как одна из его главных целей — создать идеальное по своим меркам оружие. Кид и сёстры идеально подходят друг другу как Повелитель и Оружие. Дыхания душ Синигами-младшего и сестёр Томпсон абсолютно совпадают, хотя это совсем разные люди: Кид — сын великого основателя Города Смерти, а Лиз и Патти в своём криминальном прошлом жили на улицах, занимаясь разбоем.
Резонанс душ преобразует сестёр Томпсон из пистолетов в некие устройства, похожие на смесь ракетниц с пулемётами. Что интересно, Кид — единственный повелитель, сам нашедший своё оружие за пределами Академии, а не выбравший из тех, что были свободны. Забраковав все предложенные Спиритом оружия (все были женского пола и имели два общих параметра — внушительную боевую мощь и потрясающую внешность) по параметру «несимметрично», Кид отправился на собственные поиски, которые закончились в Бруклине нападением на него шатенки высокого роста, хамоватого стиля общения, вооружённой пистолетом. Это не производило на него никакого впечатления до того момента, пока пистолет не перешёл в человеческую форму, а девушка — в форму пистолета. Сын Синигами придерживается в основном делового, «классического» стиля одежды. Кид буквально помешан на симметрии в силу собственной асимметричности, а потому требует симметричных действий от сестёр и страшно недоволен тем, что они не близняшки (Лиз выше, зато у Патти грудь больше, Лиз шатенка — Патти блондинка, глаза Патти голубые — у Лиз они тёмно-синие) в человеческом обличье, в то время как в виде пистолетов идентичны. Нередко Синигами-младший впадает в тяжёлую депрессию, обнаружив разрушение симметрии даже по самым мелочам. Кид обладает ещё одной особенностью: он стреляет из своего оружия не как обычные люди (нажатием на спусковой крючок указательным пальцем), а в перевёрнутом стиле(нажатием на спусковой крючок мизинцем). Благодаря своему происхождению, Кид владеет Боевым Искусством Синигами — смертоносным единоборством. Также Смерть-Младший способен призывать левитирующий магический скейтборд «Вельзевул», используемый Кидом в основном как транспорт в пути для выполнения заданий Академии.
Родившись, как сын Смерти, Кид получил три линии Сандзу, которые видны на его волосах, в виде 3 белых линий (что вызывает у него депрессию, так как линии асимметрично расположены, а закрасить их или состричь — невозможно). В ходе сюжета учится их освобождать, тем самым увеличивая свою душу и бойцовские навыки до невероятных высот. В манге выясняется, что высвобождение всех трёх линий приведёт к смерти Смерти, и Кид становится новым Синигами. Также Кид полностью невосприимчив к ядам и солнечным лучам (не может загореть — его кожа всегда белая, не может перегреться или получить тепловой удар, что крайне помогало в битве в Сахаре).
Сэйю — Мамору Мияно

Лиз Томпсон (яп. リズ・トンプソン Ридзу Томпусон) — старшая сестра — серьёзно относится к получаемым заданиям, любит драки, хотя изрядно труслива и боится существ из потустороннего мира. Следит за своей внешностью, порой чрезмерно. Терпеть не может, когда Кид упоминает о симметрии и закатывает истерики о её отсутствии. В случае отсутствия Кида сёстры способны вполне успешно использовать друг друга как оружие.
Сэйю — Акэно Ватанабэ

Патти Томпсон (яп. パティー・トンプソン Пати: Томпусон) — младшенькая — наивна, реагирует на всё исключительно в положительном ключе, очень оптимистична, обладает некой пугающей способностью — «голос плохого парня». После того как Кид был похищен, Патти во время тренировки в Академии показала очень хорошие результаты (в боевых искусствах победила пять противников и Блэк Стара, а также попала во все мишени из пистолета).
Сэйю — Наруми Такахира

### Синигами-сама
Синигами (яп. 死神 синигами, Бог Смерти)— великий создатель Академии Повелителей и Оружий, защитник мира. Шутник и морально неустойчивый тип. Впрочем, проявляет намного больше заботы и деятельности, чем показывает. Также у него, непонятно каким образом, есть сын, вполне человеческой наружности, также являющийся Синигами. Душа Синигами-сама настолько велика, что скрывает в себе целый город Смерти, который Синигами не может покидать. Живёт сей дух в самом центре им же и созданной Академии, в странном пространстве, напоминающем кладбище, оформленное в своеобразном псевдохристианском стиле и называемое «Комната Смерти». Символ Синигами-сама, копия его маски в виде стилизованного черепа, повсеместно встречается в городе, а Академия и вовсе напоминает сложенные в кучу эти самые символы. Хотя восемьсот лет назад, во время борьбы с ведьмами, носил страшную черепоподобную маску, но после основания Академии, поменял маску на более добрую, чтобы не пугать детишек. С ним можно связаться написав на стекле или зеркале цифры 42-42-564 (при произношении на японском это похоже на Смерть, смерть, убийство (яп. 死に死に殺し сини сини короси)). Синигами-сама является по большей части юмористическим персонажем, однако олицетворяет собой доброе начало. Синигами-сама использует в обыденной речи молодёжный сленг, хотя, когда считает тему действительно важной, переключается на абсолютно серьёзную речь.
Сэйю — Рикия Кояма

### Профессор Штейн
Франкен Штейн (яп. フランケン・シュタイン Фуранкэн Сютайн) — человек с винтом в голове, великий экспериментатор, бывший Повелитель нынешнего Косы Смерти. Считается самым сильным из всех Повелителей, так как способен использовать силу своей души без помощи Оружия; к тому же, по словам Косы Смерти, Штейн способен настраивать свою душу абсолютно под любое оружие. Ставя перед собой цель, всегда её добивается. Профессор готов ставить эксперименты на всём и всех (включая себя, студентов и вымирающих птичек). Известно также, что физический размер души Штейна очень велик. Тайно экспериментировал над Косой Смерти. Штейн обладает добродушным характером, что, впрочем, не мешает ему быть садистом. Хотя, то, что вытворяет Штейн сейчас, ни в какое сравнение не идёт с тем, что было во времена его молодости. Уже тогда был сильнейшим Повелителем, но при этом ещё и патологическим психопатом с садистскими наклонностями. Изначально для контроля к Штейну приставили Спирита; когда же и это не помогло, его передали врачам, которые создали Винт (тот, что торчит у Штейна в голове), который служит «выключателем» и «регулятором» безумия. Отличается редкостной неуклюжестью вне боя, возможно — показной. В бою использует Оружие в основном для защиты, атакуя силой своей души. Большой любитель кататься на компьютерном кресле. Одежду шьёт сам, из-за чего она и выглядит так странно (ткань сшита размашистым хирургическим стежком). Много курит.
После пробуждения Кисина, ему пришлось сложнее всех, и, из-за своей склонности к безумию, он начинает постепенно сходить с ума. В последней главе манги остаётся с Мари.
Его образ был явно навеян серией фильмов о Чудовище Франкенштейна, причём поведение он получил от доктора Франкештейна, а внешность от созданного доктором Монстра.
Сэйю — Юя Утида

### Коса Смерти
Коса Смерти (яп. デス・サイズ Десу Сайзу), настоящее имя Спирит Албарн (яп. スピリット Супиритто) — отец Маки, недавно развёлся, за что дочь его страшно невзлюбила. Будучи весьма охочим до прекрасного пола, что и послужило причиной развода, он, тем не менее, души в дочери не чает и всеми силами хочет вернуть её расположение. Более того, он стремится защитить её буквально от всего — даже от собственного Оружия (Соула). Штайн был одноклассником Спирита и до сих пор называет его «Сэмпай»  (яп. 先輩), а потом был его Мастером, но затем Спирит стал оружием матери Маки, с которой и достиг звания Косы Смерти. Нынче большую часть времени проводит либо с Синигами-сама, либо же в ближайшей забегаловке в женском обществе. Также превращается в косу — но абсолютно чёрную, хотя иногда принимает вид больших перекрещённых крестом палок. Иммунитет к звуковым атакам Кроны и Рагнарёка. Самое сильное оружие в Академии на данный момент, в форме человека может всё своё тело покрыть лезвиями. Из-за своего нервного характера (если верить словам Маки, таковым стал только после развода) регулярно получает по голове — даже от Синигами-сама. Носит в основном деловые костюмы и галстук в форме креста.
Сэйю — Тору Окава

### Мария Мьёльнир
Мария Мьёльнир (яп. マリー･ミョルニル Мари: Мёруниру) — одна из Кос Смерти. Самое заветное желание — после свадьбы уйти в отставку. В прошлом хранительница Океании. После воскрешения Кисина её обязанности передаются Азусе и Марие. Из-за того, что её душа имеет успокаивающий эффект она становится оружием профессора Штайна, чтобы оберегать его от приступов безумия — последствий происшествия. Позже Крона, пользуясь наивностью Марии, подмешали ей в чай змею Медузы которая усиливала безумие Штайна. Иногда ведёт себя очень странно, однажды была готова выйти замуж за унитаз, считая его лучше любого мужчины. На левом глазу у неё повязка со знаком молнии. Фамилия Марии происходит от легендарного оружия германо-скандинавской мифологии Мьёльнира — молота бога Тора. В форме оружия является шестигранной тонфой, со стилизованными изображениями жёлтой молнии на торцах. Огромная мощь дала ей прозвище «Крушащее Оружие Мэри». В последней главе манги выясняется, что она ждёт ребёнка от Штайна.
Сэйю — Тиэко Хонда

### Юми Адзуса
Юми Адзуса (яп. 弓 梓 Юми Адзуса) — Коса Смерти. Хранительница Восточной Азии. Расчётлива и умна. Была президентом ученического совета, когда Штайн и Спирит учились в Академии, всегда останавливала их попытки кого-нибудь препарировать (в случае со Штайном) или пофлиртовать (в случае со Спиритом). Из-за одного её взгляда все, кроме Синигами-сама, вставали строем. Во время резонанса имеет способность «видеть» всё, что окружает её партнёра, более чем за 50 метров и принимает форму арбалета с оптическим прицелом.
Сэйю — Юкана

### Джастин Лоу
Джастин Лоу (яп. ジャスティン･ロウ Дзясутин Роу)
Самый молодой из Кос Смерти. Стал таковым в 13 лет, да и сейчас семнадцатилетний, он является одним из сильнейших Оружий и всегда работает без партнёра, что говорит о его высоких силе и мастерстве. Его боевая форма — гильотина, во время боя он лишь частично трансформируется в оружие, а на его руках появляются острейшие лезвия. Имеет привычку постоянно слушать техно-музыку через наушники в форме маски Синигами-самы, из-за чего ему пришлось научиться читать по губам, чтобы хоть как-то понимать, о чём говорят вокруг. Ездит на багги, также оформленном в католическом стиле. Постоянно читает молитвы Синигами-сама. Несколько раз сражался с Гирико, но не довёл дело до конца.
В манге стал предателем сил Академии и шпионом, убил БиДжея. Впоследствии изменил костюм и получил наушники с символом Кисина — трёх глаз, а также амулет (с одним глазом). В итоге был убит Штайном.
Сэйю — Ёсинори Фудзита

### Сид Баррет и Мира Нагас
Сид Баррет (яп. 死人･バレット Сидо Барэтто) — Зомби-преподаватель. Ранее (при жизни) руководил классом Маки. После смерти место работы не поменял. Впоследствии участвовал во «внеклассных занятиях» героев. Был превращён после смерти в зомби доктором Штайном. Любит говорить о себе в прошедшем времени, также регулярно вспоминает «какой он был классный парень» и прочие свои положительные черты (впрочем, далеко не все они соответствуют истине). Носит спортивную одежду — майку с буквой Z, номером 23 и надписью «Сид», просторные джинсы, повязку на лбу (закрывает дыру от попадания, ставшего для него фатальным) — и причёску, составленную из косичек. Его тело покрыто множеством татуировок. При жизни был повелителем кинжала третьего ранга. Сид имеет способность прорывать под землёй тоннели для скрытого перемещения. Так же способен использовать Юми Азусу в снайперских атаках. Имя персонажа созвучно с основателем группы Pink Floyd — Сидом Барретом.
Сэйю — Масафуми Кимура.
Его основной партнёр — Ми:ра Нагас (яп. ミーラ･ナイグス Ми:ра Найгусу), работающая медсестрой в Академии, и постоянно почти полностью завёрнутая в бинты. Форма оружия — армейский нож американского образца.

### Крона и Рагнарёк
Крона (яп. クロナ Курона) — ребёнок Медузы, сросшийся с демоническим оружием Рагнарёком, получающий от ведьмы приказы и подчиняющийся ей. Страдает от целого букета психических расстройств, вызванных тем, что в детстве Медуза ставила над Кроной свои эксперименты, заставляла убивать, а в случае отказа — жестоко наказывала.
Скромность Кроны настолько высока, что это принимает болезненный оттенок и позволяет легко манипулировать ребёнком. При встрече с чем-нибудь новым (непривычной ситуацией, незнакомым человеком и т. п.) Крона заливается краской и начинает бормотать что-то типа: «Что же мне с этим делать, как вести себя в подобной ситуации…». Кроне никогда не приходилось сходиться с другими людьми, поэтому и отдаляется от окружающих, не подпуская к себе никого. Персонаж с рождения боится всего вокруг и очень страдает от одиночества, так что было большой радостью найти себе друга — повелительницу косы Маку. Позже Медуза подтвердила, что Крона — её ребёнок, и Кроне в прошлом было свойственно называть Медузу 'мамой'. Больше всех Крона доверяет Маке. Мака сдружилась с Кроной первая, а потом и остальные.
После пробуждения Кисина Синигами-сама пригласил Крону учиться в свою школу, в класс к Маке, Соулу, Киду и остальным.
Сэйю — Маая Сакамото
Рагнарёк (яп. ラグナロク Рагунароку) — демонический меч, способный издавать звуковые колебания огромной мощности и пробивать защиту многих Повелителей Оружия, при этом на мече появляется рот с ярко-красными губами, который начинает истошно вопить. В детстве Кроны, Медуза растворила Рагнарёка в своём адском изобретении — Чёрной крови — и влила её в Крону взамен обычной, слив таким образом Крону и Рагнарёка. Рагнарёк обладает характером школьного хулигана и пытается помыкать Кроной посредством тумаков и глупых ужимок. В гуманоидной форме Рагнарёк напоминает чёрный мешок с белыми гротескными элементами лица.
После встречи и разговора Кроны и Маки в подземельях Академии Рагнарёк сильно уменьшился в размерах, потеряв все поглощённые души, но характер его не изменился. Способен принимать форму чёрного дракона — своеобразный аналог Резонанса Душ. Любит поесть, особенно сладости.
В аниме едва не погибает, в буквальном смысле вытекая из раны Кроны, полученной от Медузы; оба выживают благодаря профессору Штайну.
В манге же возродившаяся Медуза забирает Крону из Академии и продолжает проводить эксперименты с чёрной кровью, от чего Крона окончательно сходит с ума. В итоге Крона разрубает Медузу на куски за то, что та их обняла.
В германо-скандинавской мифологии Рагнарёк — гибель богов и всего мира, следующая за последней битвой между богами и хтоническими чудовищами.

### Медуза
Медуза (яп. メデューサ Мэдю:са) — ведьма, преследующая свои цели. Подобно Штейну, помешана на экспериментах; её, впрочем, больше занимают глобальная тематика и магия, нежели внутренности. Её полное имя — Медуза Гордон, вероятно аллюзия на Медузу Горгону. О ведьме известно немного, однако она весьма могущественна и по силе только незначительно уступает тому же Штайну. Медуза обожает математические формы чего бы то ни было, и бо́льшая часть её атак состоит из векторов, сотканных из тьмы. Её магическая мантра — «снэйк снэйк кобра кобабра». Медуза предпочитает скрываться в тени, не афишируя своей деятельности, и даже являя себя публике, она принимает практически неузнаваемый образ, не особо меняя внешность, так Медуза работала медсестрой в Академии, ради шпионажа, разумеется. Часть её магической силы, похоже, скрыта в татуировках на обеих руках, напоминающих змей, составленных из точек. Была убита Штайном в день воскрешения Кисина, но сумела сохранить свою душу в змее и переродиться в теле маленькой девочки Рейчел. Позже выступая против своей сестры Арахны, помогала Академии, даже передала Синигами Адскую Машину Брю, необходимую для победы над Кисином. После того, как безумие охватило Штейна (которое она сама и организовала), приютила его у себя. В аниме была окончательно убита Макой Альбан. В манге не только передала Брю в руки Академии, но и помогла студентам проникнуть в Замок Бабы-Яги, а затем разрушить его. А после того, как Мака убила Арахну, вселилась в её тело и сбежала, забрав Крону с собой. Медуза свела своего ребёнка с ума благодаря чёрной крови. Крона убивает Медузу, давая понять, что та ей не родная мать.
Сэйю — Хоко Кувасима

### Арахна
Ара́хна  (яп. アラクネ Аракунэ) — ведьма и сестра Медузы, также антагонист, временно занявший место Медузы в качестве врага Академии. Известна также как Ведьма-Еретик. По имени ясно, что её животное — паук, даже радужная оболочка глаз Арахны имеет узор в виде паутины. Восемьсот лет назад была вынуждена из-за вражды, как с ведьмами, так и с Академией, инсценировать свою гибель, а на самом деле превратиться в стаю пауков. Но в середине аниме, расследуя дело о взбунтовавшемся Големе, Мака, Соул и Крона столкнулись с помощником Арахны — Гирико. Вскоре появилась из кучи пауков и сама ведьма. Поняв, что правда о ней раскрыта, возвращается в замок Бабы-Яги к руководству организации «Арахнофобия». Вскоре разыскивает Кисина, для использования в плане по захвату Мира. Изображает себя перед Асурой ласковой и заботливой, говоря, что защитит его от мира. У Арахны два верных помощника: вампир Москито и Оружие по имени Гирико. Они вечно спорят и стараются услужить Арахне-Сама один лучше другого. Умирает в аниме от руки Кисина. В манге приняла нематериальную форму абсолютного безумия, но была убита Макой Альбан, а её тело заняла Медуза.
Сэйю — Митико Нэя

### Кисин Асура
Кисин Асура (яп. 阿修羅 Асюра) — главный злодей манги и сериала. Бывший ученик Синигами-сама, сошедший с ума из-за постоянного страха перед всем миром. Спасаясь от страха перед миром, надевал 6-7 слоёв одежды и заматывал лицо шарфами. Входил в число «Восьмёрки Сильнейших Воинов» Бога Смерти, где был наиболее сильным, так он в одиночку уничтожил группу ведьм, для ликвидации которой собралась вся «Восьмёрка» вместе с самим Синигами. Пытаясь стать сильнее всех в мире и чтобы никого уже не бояться, стал пожирать человеческие души, также поглотил своё Оружие — кинжал Ваджра и трёх воинов из Восьмёрки сильнейших. В результате всего этого стал практически бессмертным и полностью безумным. Первый, кого назвали Кисин (яп. 鬼神), то есть богом-демоном. Синигами смог остановить Кисина за восемьсот лет до событий сериала, для этого пришлось содрать с него заживо кожу, поместить его в сделанный из неё мешок, построить сверху Академию, и привязать свою душу к Городу Смерти.
Одно присутствие Кисина способно свести с ума и даже заставить совершить самоубийство. Его символ — три глаза, изображённые на его шарфе, которым он закрывал своё лицо от мира. И хотя обычно Асура имеет отвратительные черты внешности (длинный язык и слюнявый, широко открывающийся рот), но когда открывает свой лик, то видно вполне нормальное человеческое лицо. Стройный.
В середине аниме-сериала, во времени празднования юбилея Академии, был освобождён из заточения действиями Медузы и её команды. Скрылся на достаточно долгое время, но был найден Арахной и использовался для создания абсолютного оружия — морального манипулятора. В последних сериях сражался с Синигами-сама в эпической битве богов.
В манге после своего освобождения скрывается на Луне и командует оттуда Джастином Лоу.
Сэйю — Фурукава Тосио

## Второстепенные персонажи

### Окс Форд и Харвар де Эклер
Окс Форд (яп. オックス・フォード Оккусу Фо:до) — Повелитель Оружия и один из лучших студентов Академии. Его имя является аллюзией на Оксфорд. Партнёром Окса является его друг Харвар. У Окса Форда была очень характерная причёска: вся голова обрита за исключение боков, где волосы образуют подобие рожек. Однако уже по возвращении из замка Арахны перестаёт брить голову. Окс испытывает чувства к другой Повелительнице — Ким.
Сэйю — Хироюки Йосино
Харвар де Эклер (яп. ハーバー・ド・エクレール Ха:ба: до экурэ:ру) — Оружие Окса и его лучший друг, трансформируется в копьё со стилизованным под молнию остриём. Его имя, также как и у его Повелителя, является намёком на университет, на Гарвард. А его фамилия по-французски означает «молния». Носит странные футуристичные очки. Харвар способен атаковать током при контакте со врагом. При атаках у него нет ни капли сомнений, даже во время сражения с Ким.

### Килик Рунг и Кубки огня и грома
Килик Рунг (яп. キリク・ルング Кирику Рунгу) — второй по силе из студентов Академии, приятель Блека Стара. Повелитель Кубка Огня и Кубка Грома. Может вступать в Резонанс Душ как с одним оружием, так и с обоими Кубками, атакуя противника одновременно огнём и молниями. Входит в одну группу Повелителей вместе с Ким и Оксом Фордом. Судя по имени и внешности, родом с Африканского континента.
Сэйю — Кэнъити Судзумура
Кубок Огня и Кубок Грома (яп. ポット・オブ・ファイア&ポット・オブ・サンダー Потто обу файа & потто обу санда:) — близнецы, способные превращаться в большие каменные перчатки, называемые «кубками», могут поражать врагов, соответственно именам, пламенем и электричеством. На правой перчатке написано «Pot of Fire», а на левой — «Pot of Thunder». В человеческом облике представлены миниатюрными детишками со смуглой кожей, светлыми волосами и голубыми глазами. Несмотря на внешнюю схожесть, Огонь — мальчик, а Гром — девочка. Они родом из Бразилии. В высшей форме становятся шаманами земли.

### Ким Диль и Жаклин Дюпре
Ким Диль (яп. キム・ディール Киму Ди:ру) — студентка Академии, в манге также упоминается, что она — ведьма. Её животное — Тануки, а мантра: «Танункун ракункун пон пон понкитану». Другие ведьмы ненавидят Ким, поскольку их сущность — это разрушение, а её сила — это полная противоположность — исцеление. Ким является Повелительницей магической лампы. Её Оружие — девушка по имени Жаклин. Ким входит в группу Кирико и Окса Форда, где вынуждена терпеть проявления ухаживаний Окса. В манге, увидев ненависть к ней (после того как стало известно о том, что она — ведьма), сбежала из Академии и вступила в Арахнофобию, но Окс вернул её. Испытывает определённые чувства к Оксу, хотя и сама до конца в них не уверена.
Сэйю — Тива Сайто
Жаклин О'Лантерн Дюпре (яп. ジャクリーン・オー・ランタン・デュプレ Дзякури:н О: Рантан Дюпурэ) — партнёрша Ким, способная перевоплощаться в керосиновую лампу, использующую для атаки огонь. Жаклин может летать в форме оружия, выпуская струю пламени, подобно ракете. Имеет способность превращать свои руки в части лампы, и использовать их как огнемёты. Её среднее имя означает «фонарь».

### Экскалибур
Экскалибур (яп. エクスカリバー Экусукариба:) — легендарный священный меч. Типичный представитель оружия — способен принимать две формы, форму длинного золотого меча и форму некоего существа, похожего на нечто среднее между Муми-Троллем и собакой. Обладатель сего артефакта получает невероятную силу и даже способности к полёту и телепортации, однако вполне доступным артефактом вот уже тысячи лет никто не смог овладеть. Более того, даже феи, порхающие в окрестностях места, где в камень вонзён Экскалибур, имеют весьма «кислый» вид. Всё из-за несносного характера меча: он бесконечно зануден, постоянно повествует о своих подвигах, причём его рассказы не имеют ни малейшего намёка на какие-либо признаки логики, невероятно требователен и придирчив, даже несмотря на то, что и ему самому очевидны причины столь долгого бездействия. Также величает всех не иначе как «лошары» или «дурачьё» (в зависимости от перевода). Легенду об Экскалибуре вычитали в библиотеке Академии Блэк Стар и Кид, после чего они же отправились на его поиски. Последствия были ужасающими — оба вернулись разочарованными не солоно хлебавши, да вдобавок получили «эксклюзивную возможность» получать огромные открытки в розовых тонах от меча.
В аниме, но не в манге, показывается второй поход к Экскалибуру с тем же результатом — на этот раз жертвой оказывается их одноклассник Окс Форд. В третий раз Экскалибур уже сам пришёл в академию, очень «обрадовав» этим Кида и Блэк Стара, и попал в руки к самому слабому ученику академии, которого все обижали, и имевшему глуповатое имя — Хиро (англ. Hero — герой). Как и обещалось в автобиографии Экскалибура, Хиро получил огромную силу и смог победить Блек Стара и Кида. Хиро даже смог соблюдать всю тысячу правил для обладателя магического меча. Но он не выдержал одного — того, что Экскалибур чихает. После этого Экскалибур вновь вернулся в свою пещеру. В манге появился ещё раз когда ученики Сибусена проникли в книгу Эйбона ради спасения Кида.
Часто исполняемая Экскалибуром песня (состоящая, собственно, из одного повторяющегося куплета: «Excalibuurrr, excaliburrr / from the United Kingdom / I’m looking for him / I’m going to Californinaaaaa») — по-видимому, ссылка на песню «Going to California» из четвёртого альбома британской рок-группы Led Zeppelin, вышедшего в 1971 году.
Также известно, что Экскалибур являлся одним из Рыцарей Смерти.
Сэйю — Такэхито Коясу. Создан персонажем Артур Бойл из аниме и манги Пламенная бригада пожарных являющейся приквелом к аниме и манге Пожиратель душ

### Блэр
Блэр (яп. ブレア Бурэа) — это оборотень-кошка, на которую наткнулись Соул и Мака, когда собрали 99 душ, готовых стать яйцами Кисина. Им нужна была душа ведьмы — и Блэр подходила идеально. Она носила широкополую остроконечную шляпу, колдовала, всё как положено ведьме. Но оказалось, что Блэр — всего лишь кошка-перевёртыш, которая немного научилась колдовать, и после поглощения её души Соулом у Блэр осталось ещё восемь жизней, а Соул потерял все поглощённые души и дуэту пришлось начинать их сбор сначала. После минутной смерти от рук Маки и Соула Блэр переехала к ним и, чтобы не скучать, устроилась на работу в любимое заведение Косы Смерти — кафе-бар «Чупа Кабра» (аллюзия на вымышленное существо-вампир — чупакабра). При использовании силы кошечка использует мантру — «Тыква-тыквочка», ведь её колдовство включает использование магических тыкв-фонарей как на Хэллоуин, которыми Блэр пользуется как транспортом и оружием. Её шляпа умеет говорить и её зовут Звон (яп. ズワン). Блэр способна принимать форму привлекательной девушки-кошки с фиолетовыми волосами, проявляющей склонность к лёгкому разврату, минималистическим костюмам и Соулу. Последний регулярно попадает под горячую руку Маки, став объектом пылкого флирта Блэр в неподходящий момент. Имя персонажа явный намёк на фильм ужасов «Ведьма из Блэр».
Сэйю — Эмири Като

### Мидзунэ
Мидзунэ (яп. ミズネ) — группа из нескольких ведьм. Первоначально их было шесть, но одну сестру убила Медуза, заставив пять остальных служить ей. Их имя является анаграммой японского слова нэдзуми (яп. ネズミ nezumi) — мышь. Постоянно произносят «ти» (японская ономатопея мышиного писка). Перед трансформацией маленькие ведьмы, собираются в башню, и после того, как последняя займёт место на вершине башни они образуют одну-единую ведьму. Может принимать различные формы в зависимости от количества слившихся ведьм. Пять Мидзунэ образуют сексапильную девушку, имеющую тягу, также как и Блэр, к откровенной одежде, четыре ведьмы сливаются в девушку-тинейджера, три — в девочку лет восьми-девяти. Поодиночке представляют собой маленьких ведьм в цилиндрических, в вертикальную полоску, костюмах. Атакуют при помощи магических мышиных усов.
Сэйю — Маюки Макигути

### Эрука Фрог
Эрука Фрог (яп. エルカ･フロッグ Эрука Фуроггу) — ведьма, которая прислуживала Медузе. Её нельзя назвать отрицательным персонажем, так как она служила ей не по своей воле. Медуза вселила в неё своих магических змей, поэтому, чтобы избавить душу от них, Эруке пришлось повиноваться Медузе. Она довольно сильная, обладает хорошей магией, умеет превращаться в лягушку. Постоянно произносит слово «гэкко» (японское обозначение лягушачьего кваканья). Хотя лягушка — любимое животное Эруки, она использует для своих заклинаний головастиков, да и сама, в человеческом облике, похожа на лягушку (носит пятнистое платье, жёлтый колпак с изображением головы лягушки и имеет знаки в виде двух чёрных маленьких кругов в уголках рта). По характеру она немного наивна, кажется недотрогой и слабой, многого боится. Всё это время она не желала добра Медузе, пытаясь только избавится от её чар. Именно Эрука освободила Кисина, произведя «инъекцию» Чёрной Крови по приказу Медузы.
Сэйю — Мисато Фукуэн

### Фри
Фри (яп. フリー Фури:) — вервольф и помощник Медузы. Ранее известный как «Заключённый № 13». Состоит в команде Медузы в благодарность за своё освобождение из тюрьмы. Был заточён на вечность в камере, за то, что украл глаз Верховной Ведьмы Мабаа (яп. 魔婆), которая, возможно, равна по могуществу самому Синигами-сама, и теперь Фри обладает частью её способностей в Пространственной магии. Относится к клану Бессмертных, и поэтому не может быть убит. Над левым (украденным) глазом находится надпись «NO FUTURE». Из-за долгого заключения забыл как пользоваться магией и иногда совершает ошибки, например помещает себя в ледяную глыбу. Его мантра при использовании магии — «Волк волки волк волки». В рукопашном бою использует когти и стальной шар, прикованный в тюрьме к его ноге, а на расстоянии выпускает из похищенного глаза энергетические лучи. Способен создавать силовые поля и «голографические» иллюзии. Благодаря его способностям Медузе удалось организовать освобождение Кисина.
Сэйю — Ринтаро Ниси

### Гирико
Гирико (яп. ギリコ) — помощник Арахны, Демоническое Оружие, его форма цепная бензопила, при частичной трансформации сражается её цепями, также может использовать их для передвижения, наподобие роликовых коньков. Великолепный мастер Големов, поэтому постоянно носит рабочие перчатки. Часто ссорится с Москито — другим подручным ведьмы, которую Гирико называет «Онее-сан», что соответствует уважительному обращению к старшей сестре. Терпеть не может Джастина Лоу из-за привычки того постоянно слушать музыку через плеер. При каждой встрече с ним, они сражаются, но никак не могут выяснить кто же победитель. В манге умер, сражаясь с Макой и Соулом в книге Эйбона. Сначала ребятам удалось убить его привычную форму, но он возродился при помощи «Брю» в виде девушки. Его душа разорвалась от слишком сильной ненависти к Маке — убийце Арахны.
Сэйю — Нобутоси Канна

### Москито
Москито (яп. モスキート Мосуки:то) — вампир и слуга Арахны. Имеет способность возвращать себе свои прошлые физические характеристики, так при встречи с главными героями вернул себе облик столетней давности, превратившись из слабого, на вид, карлика в огромного гориллобразного монстра, которого с трудом победили главные герои с помощью Группового Резонанса Душ. Двести лет назад был ловким и грациозным кровопийцей. Четыреста лет назад был похож на классического элегантного вампира. В настоящее время имеет внешность карлика с клыками и носом, напоминающий хоботок москита. Имеет чрезвычайно натянутые отношения с Гирико, другим помощником Арахны-самы. В манге умирает от рук Ноа.
Сэйю — Такаси Инагаки

### Мифунэ и Анжела
Мифунэ (яп. ミフネ) — телохранитель ведьмы Анжелы. Самурай, виртуозно владеющий техникой «Бесконечного Меча», заключающейся в разбрасывание десятков мечей по полю боя и попеременном их использовании в ошеломляющих комбинациях. Также использует в своём стиле полицейские ленты с надписью «Keep Out». У Мифунэ длинные светлые волосы, на его рубашке надпись OSAMURAI, и он не вынимает изо рта соломинку. Любит детей, постоянно носит конфеты, на случай, если их встретит. Раньше работал на мафию, защищая наследника криминального босса, но, посланный убить ведьму по имени Анжела, и увидев, что она ребёнок, становится её телохранителем. Мечтал бы работать учителем детей, но не может, ведь Анжела — ведьма и враг Академии. Трижды встречается с Блэк Старом, в первый раз проигрывает, сражаясь в неполную силу, ведь Блэк Стар — только подросток. Во второй раз, вынужденный перейти на сторону Арахны, которая взяла в заложники Анжелу, видя, что ученик Академии повзрослел, бился во всю свою силу и скорость, и победил, используя удар двенадцатью мечами одновременно. В решающем бою у Замка Баба-Яги сначала сразил Блэк Стара, но позже был побеждён восстановившим свои силы Повелителем Оружия. Когда-то давно сражался с отцом Блэк Стара — Уайт Старом, который выбрал путь демона. В манге был убит Блэк Старом, в аниме стал работать в Академии.
Сэйю — Цуда Кэндзиро.
Анджела Лион (яп. アンジェラ･レオン Андзэра Рэон) — ведьма, имеющая вид маленькой девочки. Первая настоящая ведьма, появившаяся в сериале. Ведьмочка не очень хорошо владеет магией, поэтому её защищает телохранитель Мифунэ, к которому она очень привязана. Её животное — хамелеон. Через некоторое время после первой встречи с Блэк Старом, который хотел заполучить душу ведьмы, Арахнофобия похитила Анжелу, чтобы вынудить такого выдающегося воина как Мифунэ служить себе. После последней битвы между Блэк Старом и Мифунэ, смерти Арахны от руки Кисина и разрушения замка Бабы-Яги, Анжела спасается из заточения Арахны.
В манге после битвы переходит на обучение в Академию Синигами
Сэйю — Аяка Сайто

### Эйбон
Эйбон (яп. エイボン) — один из учеников Синигами-сама. Также как и Асура, являлся членом «Восьмёрки Сильнейших Воинов». Создатель «Адских Машин», за обладание которыми охотились и Академия, и Арахнофобия. Чтобы спасти свою возлюбленную от смерти, стал заниматься алхимией и механикой, и в конце концов сконструировал Брю — Адскую Машину, способную исполнять желания, и Меч-ключ, для активации Брю (который охраняли чудовищные Робоклоуны-людоеды, сделанные тем же мастером машин). Носил маску и громоздкий костюм, полностью скрывающие лицо и фигуру. В манге настоящий Эйбон скрывается на острове, где он спрятал Брю, выдавая себя за призрака. Создатель «Книги Эйбона», обладающей своей волей и разумом, которая в свою очередь создала Ноа, с целью подарить людям всё знание Эйбона. Злодей Ноа использует костюм Эйбона, выдавая себя за него, что не так уж неверно — он один из смертных грехов Эйбона — жадность, после смерти переродился в следующий грех, скорее всего — гнев. Ноа использует Книгу Эйбона, в которую он запечатал Кида. Книга также содержит в себе одного из членов Восьмёрки Сильнейших Воинов.
Сэйю — Ясуюки Касэ

### БиДжей
Джо Буттатаки (яп. ブッ叩き・ジョー Буттатаки Дзё:) — помощник Синигами-Самы по технологической части. Призван в Академию для работы с Адскими Машинами Эйбона, но официально для оборудования сантехнической системы зданий Академии. Ему в помощники назначаются Блэр с подругами из «Чупа-Кабры». BJ очень любит кофе, особенно из кафе Румбы дяди Боба.
В манге его роль несколько иная, он своего рода «ревизор», призванным Синигами для вычисления предателя в Академии с помощью особой способности — «Видения Душ». Он — бывший бойфренд Марии Мьеллнир, к которой до сих пор испытывает тёплые чувства. При помощи «видения душ» обнаружил внутри Марии подосланную Медузой через Крону змею-диверсантку, сводившую с ума Штайна. В манге, погиб от рук Джастина Лоу, незадолго до смерти усилив «видение душ» и обнаружив Медузу и всю её группу ведьм даже через ограничители душ, а также ощутив всё безумие в округе, даже практически духовно добравшись до Кисина.
Сэйю — Ацуси Оно

### Маленький Демон
Маленький Демон (яп. 小鬼 Ко-Они) — бесёнок, поселившийся в душе Соула после ранения, нанесённого Кроной и Рагнарёком, в результате которого Эванс получил в своё тело «чёрную кровь» — некую магическую субстанцию, многократно усиливающую мощь обладателя. Выглядит этот персонаж как миниатюрный чертёнок с красной кожей и маленькими рожками, одетый в классический чёрный костюм с галстуком. Усиливает силу резонанса душ главных героев, когда Соул играет в своей душе на рояле. Пытается получить контроль над душой своего носителя, и в конце сериала ему это удалось бы, если бы не Повелительница Косы Мака. В итоге Соул сказал, что раз уж тот часть его самого, то он просто примет его таким, как есть, и проглотил.

## Критика и отзывы
В списке сильнейших Мрачных жрецов по версии сайта CBR Блэк Стар и Цубаки был поставлен на 14 место, за его силу, мощность и хитрость в управлении оружия, Мака и Соул на 13 месте, как одни их самых величайших бойцов в этой вселенной, Смерть-младшего на 10 место, так как он со временем раскроет весь свой потенциал Бога смерти и займёт место своего отца, Кисин Асура получил 7 место, так как только Синигами-сама смог его победить, причём с трудом, а сам Синигами получил 5 место, так как его огромную силу показывает размер его души, превосходящий целый город.
. 